# Ion Voicu
Ion Voicu (ur. 8 października 1923 w Bukareszcie, zm. 24 lutego 1997 tamże) – rumuński skrzypek, dyrygent i pedagog  pochodzenia romskiego. 

## Życiorys
Urodził się w rodzinie zawodowych romskich muzyków (Țigani lăutari). Jego ojciec Ștefan Voicu był śpiewakiem i kontrabasistą. W wieku 6 lat zaczął pobierać lekcje u Constantina Niculescu i Vasile’a Filipa. W 1938 został przyjęty do Królewskiej Akademii Muzycznej w Bukareszcie, gdzie do 1940 studiował grę na skrzypcach u George’a Enocoviciego, a w 1945 pod kierunkiem George’a Enescu. 
Debiutował w 1940 z Orkiestrą Radia Bukareszteńskiego. Tam jego talent docenił dyrygent Willem Mengelberg i młody skrzypek został wkrótce solistą orkiestry. W 1946 zdobył główną nagrodę w konkursie dla skrzypków zorganizowanym w Bukareszcie przez Yehudiego Menuhina i George’a Enescu, co w latach 1955–1957 umożliwiło mu naukę w Konserwatorium Moskiewskim, pod kierunkiem Abrama Jampolskiego i Dawida Ojstracha.
W 1949 został solistą filharmonii bukaresztańskiej im. G. Enescu. Dawał recitale w wielu krajach europejskich, m.in. w ZSRR (od 1954) i Wielkiej Brytanii (debiut w 1963 w Wigmore Hall). W 1965 zagrał w nowojorskiej Carnegie Hall. Koncertował też w Ameryce Południowej, Azji i Afryce Południowej. W swoim repertuarze miał koncerty skrzypcowe Vivaldiego, Paganiniego, Mendelssohna, Brahmsa, Brucha, Czajkowskiego i Prokofjewa. Był podziwiany za dużą rozpiętość brzmienia, umiejętności techniczne i wyczucie struktury, choć krytykowano go za nadmierną sentymentalność, np. w koncercie skrzypcowym Czajkowskiego. Od 1956 grał na instrumencie Antonio Stradivariego z 1702 „Lukens, Edler, Voicu”, zakupionym w tym samym roku przez rząd rumuński za 80.000 franków szwajcarskich.
Działał także jako pedagog, prowadząc kursy mistrzowskie m.in. w Mozarteum w Salzburgu, w International Menuhin Music Academy w Gstaad, w konserwatorium w Paryżu, Wiedniu, Genewie, Nicei i Lozannie. Od 1973 był profesorem wizytującym na Uniwersytecie Stambulskim. Zasiadał w jury międzynarodowych konkursów skrzypcowych, w tym Flescha w Londynie, Bacha w Lipsku, Sibeliusa w Helsinkach, Enescu w Bukareszcie i Czajkowskiego w Moskwie, gdzie kilkakrotnie był wiceprzewodniczącym.
Był jednym z pierwszych w Rumunii dyrygentów pochodzenia romskiego. W 1972 zastąpił Dumitru Capoianu na stanowisku dyrektora filharmonii bukaresztańskiej i sprawował je do 1982. Jego syn Mădălin Voicu jest dyrygentem i politykiem. Kieruje założoną przez swego ojca w 1969 Bukareszteńską Orkiestrą Kameralną.
Voicu współpracował z UNICEF, był także członkiem francuskiego Société académique Arts-Sciences-Lettres. We wrześniu 1995 założył fundację nazwaną jego imieniem. Jego imię nosi organizowany od 2008 w Piatra Neamț Międzynarodowy Konkurs Skrzypcowy.